# Klaas-Jan Huntelaar
Klaas-Jan Huntelaar (n. 12 august 1983, Voor-Drempt⁠(d), Țările de Jos) este un jucător neerlandez de fotbal care joacă pe postul de atacant pentru clubul Ajax Amsterdam și este convocat în mod regulat la echipa națională a Țărilor de Jos. A mai jucat și la Ajax Amsterdam, PSV Eindhoven, De Graafschap, AGOVV Apeldoorn, SC Heerenveen, Real Madrid și AC Milan.
A făcut parte din echipa națională U-21 a Țărilor de Jos care a câștigat Campionatul European de Fotbal U-19 în 2006, fiind golgheterul turneului final, și a făcut parte din echipa ideală a turneului, prezentată de UEFA. A fost golgheter în Eredivisie în sezonul 2005-2006 cu 33 de goluri în 31 de meciuri și în sezonul 2007-2008 cu 33 de goluri în 34 de meciuri jucate. A mai fost golgheterul Bundesligii în sezonul 2010-2011 cu 29 de goluri în 34 de meciuri, fiind primul jucător olandez care a atins performanța de golgheter al Germaniei.